# Блакитні дороги
«Блакитні дороги» (рос. «Голубые дороги») — український радянський художній фільм 1947 року режисера Володимира Брауна.

## Сюжет
Закінчена німецько-радянська війна, але в глибинах Чорного моря ще лишилися міни, які заважають мирному судноплавству. В одеському порту виявлена незвичайна міна. При її знешкодженні капітан Ратанов (Павло Кадочников) отримує важке поранення. Після виходу зі шпиталю, він повертається до своєї роботи…

## У ролях
- Павло Кадочников — капітан Ратанов
- Марина Калінкіна — Надія
- Сергій Столяров — Бережниця
- Юрій Любимов — Веткун
- Андрій Сова — матрос
- Віктор Добровольський — Сергій Костянтинович
- Михайло Романов — мічман Бережний
- Леонід Кміт — Іван Іванович
- Кирило Столяров — учень в класі
- Олена Ізмайлова (немає в титрах)
- Станіслав Чекан — морський офіцер

## Творча група
- Автор сценарію: Григорій Колтунов
- Режисер-постановник: Володимир Браун
- Оператор-постановник: Іван Шеккер
- Режисер: Тимофій Левчук
- Художник-постановник: Йосип Юцевич
- Оператор: Григорій Александров
- 2-й режисер: Леонід Ман
- Художник по костюмах: Олена Горська
- Звукооператор: Андрій Демиденко
- Композитори: Вадим Гомоляка, Яків Цегляр
- Текст пісень: Євгена Долматовського, Олекси Новицького
- Ст. асистент режисера: Людмила Дзенькевич
- Асистент по монтажу: Н. Кардаш
- Асистент оператора: Микола Мокроусов
- Асистент художника: Олег Степаненко
- Художник-гример: М. Литвинов
- Комбіновані зйомки: оператор — Олексій Панкратьєв, художник — Н. Абрамов
- Державний симфонічний оркестр УРСР, диригент — Михайло Канерштейн
- Художній керівник: народний артист СРСР Амвросій Бучма
- Директор картини: Я. Ізраїлев